# Mendrisio d'oro
Il Mendrisio d'oro è un riconoscimento ciclistico internazionale assegnato dal 1972 dal Velo Club Mendrisio di Mendrisio (Svizzera).

## Storia
Fondato nel 1901, il Velo Club Mendrisio è una delle società ciclistiche più antiche d'Europa. I riconoscimenti sportivi Mendrisio d'oro e Mendrisio d'argento vennero istituiti nel 1972 per premiare il miglior professionista internazionale e il più bravo dilettante svizzero della stagione appena conclusa. I primi "laureati" furono il belga Eddy Merckx e lo svizzero Ivan Schmid. Negli anni seguenti vennero premiati non solo persone fisiche ma anche squadre o movimenti come nel 1981 il ciclismo svizzero.
Il Mendrisio d'oro viene assegnato valutando la qualità generale della stagione e l'impegno del corridore senza considerare solamente le vittorie e le statistiche. Sono stati premiati corridori che avevano dominato in modo assoluto la stagione agonistica ma anche atleti che avevano dimostrato grandi doti personali e umane senza ottenere risultati eclatanti.
Molti gli italiani ad aver ricevuto il prestigioso premio da Felice Gimondi nel 1973 a Vincenzo Nibali nel 2010 e 2014. Marco Vitali, italiano di Fano ma residente nel Canton Ticino, è stato l'unico non svizzero a essere premiato con il Mendrisio d'argento. La cerimonia di consegna dei trofei si svolge nel marzo dell'anno seguente a quello considerato per l'attribuzione.

## Categorie
- Mendrisio d'oro: viene assegnato ad atleti, squadre ed enti internazionali a livello professionistico che si siano distinti particolarmente nell'arco della stagione.
- Mendrisio d'argento: viene assegnato ad atleti, squadre ed enti a livello dilettantistico che si siano distinti particolarmente nell'arco della stagione.
- Premio speciale: viene assegnato occasionalmente ad atleti, squadre ed enti internazionali.

## Albo d'oro
| Anno | Mendrisio d'oro              | Mendrisio d'argento              | Premio speciale    |
| ---- | ---------------------------- | -------------------------------- | ------------------ |
| 1972 | Eddy Merckx                  | Ivan Schmid                      | non assegnato      |
| 1973 | Felice Gimondi               | Gilbert Bischoff                 | non assegnato      |
| 1974 | Raymond Poulidor             | Michel Kuhn                      | non assegnato      |
| 1975 | Roger De Vlaeminck           | Robert Dill-Bundi                | non assegnato      |
| 1976 | Freddy Maertens              | Rocco Cattaneo e Marco Vitali    | non assegnato      |
| 1977 | Michel Pollentier            | Stefan Mutter                    | non assegnato      |
| 1978 | Francesco Moser              | Nazionale svizzera Dilettanti    | non assegnato      |
| 1979 | Bernard Hinault              | Albert Zweifel                   | non assegnato      |
| 1980 | Bernard Hinault              | non assegnato                    | non assegnato      |
| 1981 | Ciclismo svizzero            | Marco Vitali                     | non assegnato      |
| 1982 | Giuseppe Saronni             | Jürg Bruggmann                   | non assegnato      |
| 1983 | Francesco Moser              | Niki Rüttimann                   | non assegnato      |
| 1984 | Sean Kelly                   | Benno Wyss                       | non assegnato      |
| 1985 | Urs Freuler                  | Stefan Joho                      | non assegnato      |
| 1986 | Greg LeMond                  | Richard Trinkler                 | Maria Canins       |
| 1987 | Stephen Roche                | Nicola Puttini e Rocco Travella  | non assegnato      |
| 1988 | Charly Mottet                | Rocco Travella e Felice Puttini  | non assegnato      |
| 1989 | Tony Rominger                | Patrick Vetsch                   | non assegnato      |
| 1990 | Gianni Bugno                 | Andrea Bellati e Andrea Guidotti | non assegnato      |
| 1991 | Claudio Chiappucci           | Beat Zberg                       | non assegnato      |
| 1992 | Miguel Indurain              | Dieter Runkel                    | non assegnato      |
| 1993 | Pascal Richard               | Quartetto 100 km                 | non assegnato      |
| 1994 | Tony Rominger                | Sylvain Golay                    | non assegnato      |
| 1995 | Laurent Jalabert             | Oscar Camenzind                  | Mauro Gianetti     |
| 1996 | Johan Museeuw                | Barbara Heeb                     | Mauro Gianetti     |
| 1997 | Alex Zülle                   | Sven Montgomery                  | Jeannie Longo      |
| 1998 | Marco Pantani                | Fabian Cancellara                | non assegnato      |
| 1999 | Lance Armstrong              | Patrick Calcagni                 | non assegnato      |
| 2000 | Francesco Casagrande         | Martin Elmiger                   | non assegnato      |
| 2001 | Erik Zabel                   | Nicole Brändli                   | non assegnato      |
| 2002 | Mario Cipollini              | Michael Albasini                 | non assegnato      |
| 2003 | Paolo Bettini                | Franco Marvulli                  | non assegnato      |
| 2004 | Óscar Freire                 | Karin Thürig                     | non assegnato      |
| 2005 | Tom Boonen                   | Thomas Frischknecht              | non assegnato      |
| 2006 | Fabian Cancellara            | non assegnato                    | non assegnato      |
| 2007 | Paolo Bettini                | Mathias Frank                    | non assegnato      |
| 2008 | Fabian Cancellara            | Marcel Wyss                      | non assegnato      |
| 2009 | Cadel Evans                  | Nino Schurter                    | non assegnato      |
| 2010 | Vincenzo Nibali              | Progetto pista Londra 2012       | non assegnato      |
| 2011 | Fiorenzo Magni e Eddy Merckx | non assegnato                    | non assegnato      |
| 2012 | Philippe Gilbert             | Tom Bohli                        | Rubens Bertogliati |
| 2013 | Chris Froome                 | Jolanda Neff                     | non assegnato      |
| 2014 | Vincenzo Nibali              | Stefan Küng                      | non assegnato      |
| 2015 | Peter Sagan                  | Lukas Spengler                   | non assegnato      |
| 2016 | Nino Schurter                | Marc Hirschi                     | Fabian Cancellara  |
| 2017 | Greg Van Avermaet            | Filippo Colombo                  | non assegnato      |